# Andreaea pseudosubulata
Andreaea pseudosubulata är en bladmossart som beskrevs av C. Müller 1864. Andreaea pseudosubulata ingår i släktet sotmossor, och familjen Andreaeaceae. Inga underarter finns listade i Catalogue of Life.